# 돈 민처
도널드 레이 민처(영어: Donald Ray Mincher, 1938년 6월 24일~2012년 3월 4일)은 미국의 프로 야구 선수이자 마이너 리그 운영진이다. 1960년부터 1972년까지 메이저 리그 베이스볼(MLB)의 워싱턴 세너터스/미네소타 트윈스, 캘리포니아 에인절스, 시애틀 파일럿츠, 오클랜드 애슬레틱스, 워싱턴 세너터스/텍사스 레인저스에서 1루수로 뛰었으며, 선수 시절 거쳐간 팀이 모두 아메리칸 리그 소속이었다. 앨라배마주 헌츠빌 출신으로 우투좌타이며, 190 cm (6 피트 3 인치)의 키에 몸무게 92 kg (205 파운드)의 신체 조건을 갖췄다. 워싱턴 D.C.를 연고지로 했지만 1961년과 1972년에 각각 미니애폴리스-세인트폴과 댈러스-포트워스로 연고지를 옮긴 팀의 일원이었다.

## 선수 경력
민처는 1956년에 헌츠빌 S. R. 버틀러 고등학교를 졸업 후 시카고 화이트삭스와 계약을 맺으면서 프로 생활을 시작했다. 이후 4년간 시카고 산하 마이너 리그 팀을 거쳤으나 1960년 시즌 개막을 얼마 앞두고 포수 얼 배티와 함께 로이 시버스의 맞상대로 워싱턴 세너터스로 트레이드되었다. 이후 1964년 팀명이 변경된 미네소타 트윈스에서 주전으로 도약하였다. 민처는 디트로이트에 위치한 타이거 스타디움의 개장 64년 동안 우측 지붕을 넘기고 장외 홈런을 기록한 21명의 선수 중 한 명으로, 1964년 8월 23일에 이러한 홈런을 기록했다.
1965년에는 정규 시즌 동안 128경기에 출전, 타율 .251, 22홈런, 65타점을 기록하며 팀의 페넌트 우승에 기여했다. 1965년 월드 시리즈에서도 시리즈 1차전부터 7차전까지 시리즈 전 경기에 출전했다. 23타수 3안타로 시리즈 타율이 .130에 불과했지만, 시리즈 첫 안타가 1차전 2회에 돈 드라이즈데일을 상대로 친 홈런으로 이는 미네소타가 이해 가을 야구에서 터뜨린 첫 점수이기도 했다. 미네소타는 이 경기에서 8–2로 승리를 거두었지만, 7차전 승부 끝에 시리즈 우승은 드라이즈데일의 로스앤젤레스 다저스가 가져갔다.
민처는 주전으로 나선 1964년부터 7년간 다섯 차례 20홈런 이상 시즌을 만들어냈다. 1966년 6월 9일, 캔자스시티 어슬레틱스와의 경기에서 7회에 민처를 비롯해 다섯 명의 미네소타 트윈스 선수(하먼 킬러브루, 토니 올리바, 리치 롤린스, 조일로 베르사예스)가 홈런을 쳐냈다. 이 기록은 메이저 리그 단일 이닝 최다 홈런 기록으로 남아 있으며, 캔자스시티의 이날 선발투수였던 캣피시 헌터와 구원 등판한 폴 린드블래드가 각각 홈런 2개, 역시 구원으로 나선 존 와이어트 홈런 1개를 허용했다.
1967년과 1969년에는 아메리칸 리그 소속으로 올스타에 선정되었다. 특히 1969년 올스타전에 뽑힌 2명의 시애틀 파일럿츠 선수 중 한 명으로, 같이 뽑힌 마이크 헤건은 후보 선수였으나 경기에는 나서지 않으면서 실제로 올스타전에 출전한 파일럿츠 선수로는 민처가 유일했다. 그리고 시애틀 파일럿츠는 한 시즌만에 연고지를 이동해 팀명을 밀워키 브루어스로 변경했다.. 다음해인 1970년에는 오클랜드 애슬레틱스 소속으로 140경기에서 타율 .246에 27홈런으로 자신의 한 시즌 최다 홈런을 기록했으며, 74타점을 기록했다. 34세였던 1972년 시즌에 7월 26일자로 텍사스 레인저스에서 오클랜드로 트레이드된 후 47경기에서 주로 대타로 기용되며 타율 .148, 5타점의 저조한 성적을 기록한 뒤 은퇴했다. 하지만 1972년 월드 시리즈 4차전에서 9회말에 대타로 나서 주자 클레이 캐럴을 홈으로 불러들이는 동점 적시타를 쳐냈고, 이은 안타로 오클랜드는 상대 신시내티 레즈를 3–2로 꺾고 승리했다. 그 외에 두 경기에서 더 모습을 드러냈지만 민처의 타석 차례가 오자 우타자 대타로 교체되고 말았다. 7차전까지 가는 승부 끝에 오클랜드가 신시내티를 꺾고 우승을 차지하면서, 민처는 우승 반지를 갖게 되었다.
민처는 메이저 리그에서의 통산 13시즌 동안 1,400경기에 출전해 타율 .249, 1,003안타, 2루타 176개, 3루타 16개, 200홈런, 643타점을 기록했다.

## 마이너 리그 운영
민처는 1985년부터 1998년까지 오클랜드 애슬레틱스 산하, 1999년부터 2014년까지 밀워키 브루어스 산하에 있던 더블 A 팀 헌츠빌 스타스의 초대 회장이자 단장을 1985년부터 2001년까지 맡았다. 1994년, 민처와 지역 투자자 집단이 래리 슈미토로부터 헌츠빌 스타스를 인수하면서 야구팀이 헌츠빌에 남게 되었다.
2000년, 헌츠빌 스타스가 속해 있는 서던 리그의 아니 피엘코 회장이 내셔널 풋볼 리그의 뉴올리언스 세인츠 프런트로 합류하면서 회장 자리가 공석이 되자, 민처가 대신 임시 회장을 맡았다. 2001년 초 마일스 프렌티스가 헌츠빌 스타스를 인수하면서 민처는 헌츠빌과 서던 리그의 단장 및 회장직에서 물러났는데, 이는 '임시' 회장이라는 꼬리표를 떼고 민처를 리그의 정식 회장으로 임명하기 위한 절차였다. 민처는 2011년 10월 은퇴하기 전까지 리그 회장직을 지냈고, 리그 측은 그에게 명예회장의 직함을 붙여주었다.
민처는 2008년 앨라배마주 스포츠 명예의 전당에 헌액되었다. 헌츠빌 스타스에서는 그가 한 번도 선수로 뛴 적이 없음에도 2008년 6월 6일에 경기장에서 그의 번호 5번을 영구 결번하는 행사를 진행했다. 2010년, 민처는 마이너 리그가 선정하는 킹 오브 베이스볼을 수상했다.
2012년 3월 4일, 민처는 오랜 지병으로 숨을 거두었다.